# 橿原市
橿原市（日语：／ Kashihara shi */?）是位於日本奈良縣中部的城市。人口數達12萬，為奈良縣內人口第二多的城市。轄區位於奈良盆地南部，大部分區域皆為平原，但其中有被稱為大和三山的畝傍山、天香久山、耳成山。畝傍山東側山麓被認為是過去日本第一代天皇－神武天皇成為天皇的橿原宮所在地，市名「橿原」也源自於此。

## 人口
| 橿原市人口分布圖 |                                               |  |
| 橿原市與日本全國年齡別人口分布比較圖 （2005年資料） | 橿原市的年齡、男女別人口分布圖 （2005年資料） |  |
| ■紫色是橿原市 ■綠色是全国 | ■藍色是男性 ■紅色是女性                       |  |
| 橿原市人口變化 \| 1970年 \| 75,508人 \| \| \| 1975年 \| 95,701人 \| \| \| 1980年 \| 107,316人 \| \| \| 1985年 \| 112,888人 \| \| \| 1990年 \| 115,554人 \| \| \| 1995年 \| 121,988人 \| \| \| 2000年 \| 125,005人 \| \| \| 2005年 \| 124,728人 \| \| \| 2010年 \| 125,605人 \| \| \| 2015年 \| 124,111人 \| \| \| 2020年 \| 120,922人 \| \| |                                               |  |
| 資料來源：日本總務省統計中心提供之人口普查數據 |                                               |  |
| 1970年 | 75,508人                                      |  |
| 1975年 | 95,701人                                      |  |
| 1980年 | 107,316人                                     |  |
| 1985年 | 112,888人                                     |  |
| 1990年 | 115,554人                                     |  |
| 1995年 | 121,988人                                     |  |
| 2000年 | 125,005人                                     |  |
| 2005年 | 124,728人                                     |  |
| 2010年 | 125,605人                                     |  |
| 2015年 | 124,111人                                     |  |
| 2020年 | 120,922人                                     |  |

## 歷史

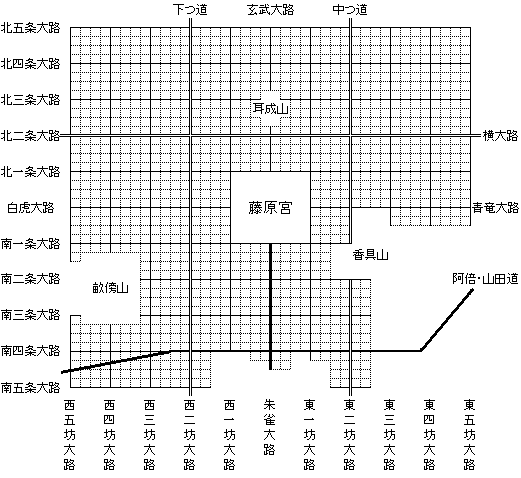
藤原京街廓圖

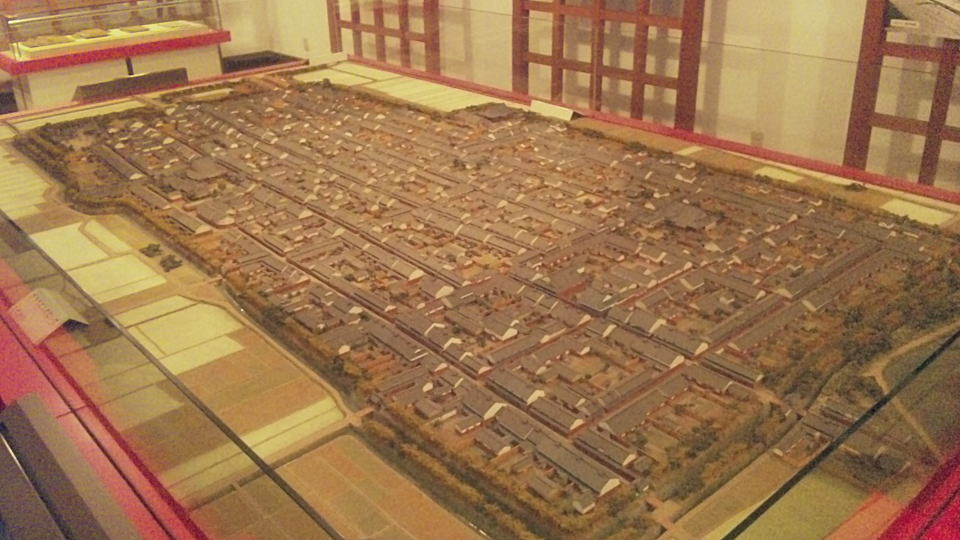
過去今井町的街道的模型

日本神話中，神武天皇在西元前7世紀時自日向發起神武東征，最後在大和國定居，並在畝傍山東南方建立橿原宮，並在此成為天皇，也因此橿原宮成為日本最早的皇居。也因此日後雖然每代天皇都會建立新的住所，但包括安寧天皇、懿德天皇、孝元天皇、應神天皇、清寧天皇、安閑天皇、舒明天皇都曾將住所建於現在的橿原市範圍內；而綏靖天皇、安寧天皇、懿德天皇、孝元天皇、宣化天皇的陵寢也位於此地。
西元7世紀末，持統天皇開始在大和三山所圍繞區域之間建立了日本史上第一個大型都城－藤原京，藤原京在當時也成為日本的首都，直到710年元明天皇將都城往北遷至平城京。
14世紀後，畝傍山北側區域成為興福寺的莊園領地「今井莊」，也逐漸以寺內町的形式發展成一個聚落今井町，在經歷15世紀開始的戰國時代後，為了抵抗外來勢力，甚至成為環濠集落，16世紀末，也受到織田信長的承認，與堺一樣的成為一個自治都市，並得到「海之堺」、「陸之今井」的稱號。後來在堺發展的著名商人今井宗久也正是出身於此。
江戶時代此區域分屬幕府、旗本、高取藩的領地；19世紀末明治維新後，這些區域曾先後隸屬奈良縣、高取縣、堺縣、大阪府，直到1887年重新恢復設置奈良縣後，才再次隸屬奈良縣。
1889年日本實施町村制，現在的橿原市轄區在當時分屬白橿村、鴨公村、八木町、今井町、真菅村、金橋村、新澤村、耳成村共八個行政區劃。在1950年代的昭和大合併期間，這八個行政區劃整併為現在的橿原市。

### 變遷表
| 1889年4月1日 | 1889年 - 1912年 | 1912年 - 1944年                  | 1945年 - 1954年                  | 1955年 - 1989年            | 1989年 - 現在 | 現在   |
| ------------ | --------------- | -------------------------------- | -------------------------------- | -------------------------- | ------------- | ------ |
| 金橋村       | 金橋村          | 金橋村                           | 金橋村                           | 1956年7月3日 併入橿原市    | 橿原市        | 橿原市 |
| 新澤村       |                 |                                  |                                  | 1956年7月3日 併入橿原市    | 橿原市        | 橿原市 |
| 白橿村       | 白橿村          | 1928年2月11日 改制並改名為畝傍町 | 1928年2月11日 改制並改名為畝傍町 | 1956年2月11日 合併為橿原市 | 橿原市        | 橿原市 |
| 鴨公村       |                 |                                  |                                  | 1956年2月11日 合併為橿原市 | 橿原市        | 橿原市 |
| 八木町       |                 |                                  |                                  | 1956年2月11日 合併為橿原市 | 橿原市        | 橿原市 |
| 今井町       |                 |                                  |                                  | 1956年2月11日 合併為橿原市 | 橿原市        | 橿原市 |
| 真菅村       |                 |                                  |                                  | 1956年2月11日 合併為橿原市 | 橿原市        | 橿原市 |
| 耳成村       |                 |                                  |                                  | 1956年2月11日 合併為橿原市 | 橿原市        | 橿原市 |

## 交通
轄內的主要鐵路車站是每日使用人次超過3萬人的大和八木車站，由於近畿日本鐵道的大阪線和橿原線在此交會，往西可進入大阪市，往東可至三重縣，往北則可經奈良市直接直通京都市。
此外，橿原線的南端終點站橿原神宮前車站同時也是南大阪線的終點站、吉野線往南的起點站，一樣可以經由南大阪線進入大阪市，也可以往北到奈良市，因此也是每日使用人次超過萬人的車站。
連結京都、奈良、和歌山的京奈和自動車道則是以南北向穿過轄區的西部，並在北、中、南各設有一個交流道。

### 鐵路
- 西日本旅客鐵道
  - 櫻井線（萬葉Mahoroba線）：（←櫻井市） - 香久山車站 - 畝傍車站 - 金橋車站 - （大和高田市）
- 近畿日本鐵道
  - 大阪線：（←大和高田市） - 真菅車站 - 大和八木車站 - 耳成車站 - （櫻井市→）
  - 橿原線：（←田原本町） - 新之口車站 - 大和八木車站 - 八木西口車站 - 畝傍御陵前車站 - 橿原神宮前車站
  - 南大阪線：（←大和高田市） - 坊城車站 - 橿原神宮西口車站 - 橿原神宮前車站
  - 吉野線：橿原神宮前車站 - 岡寺車站 - （明日香村→）

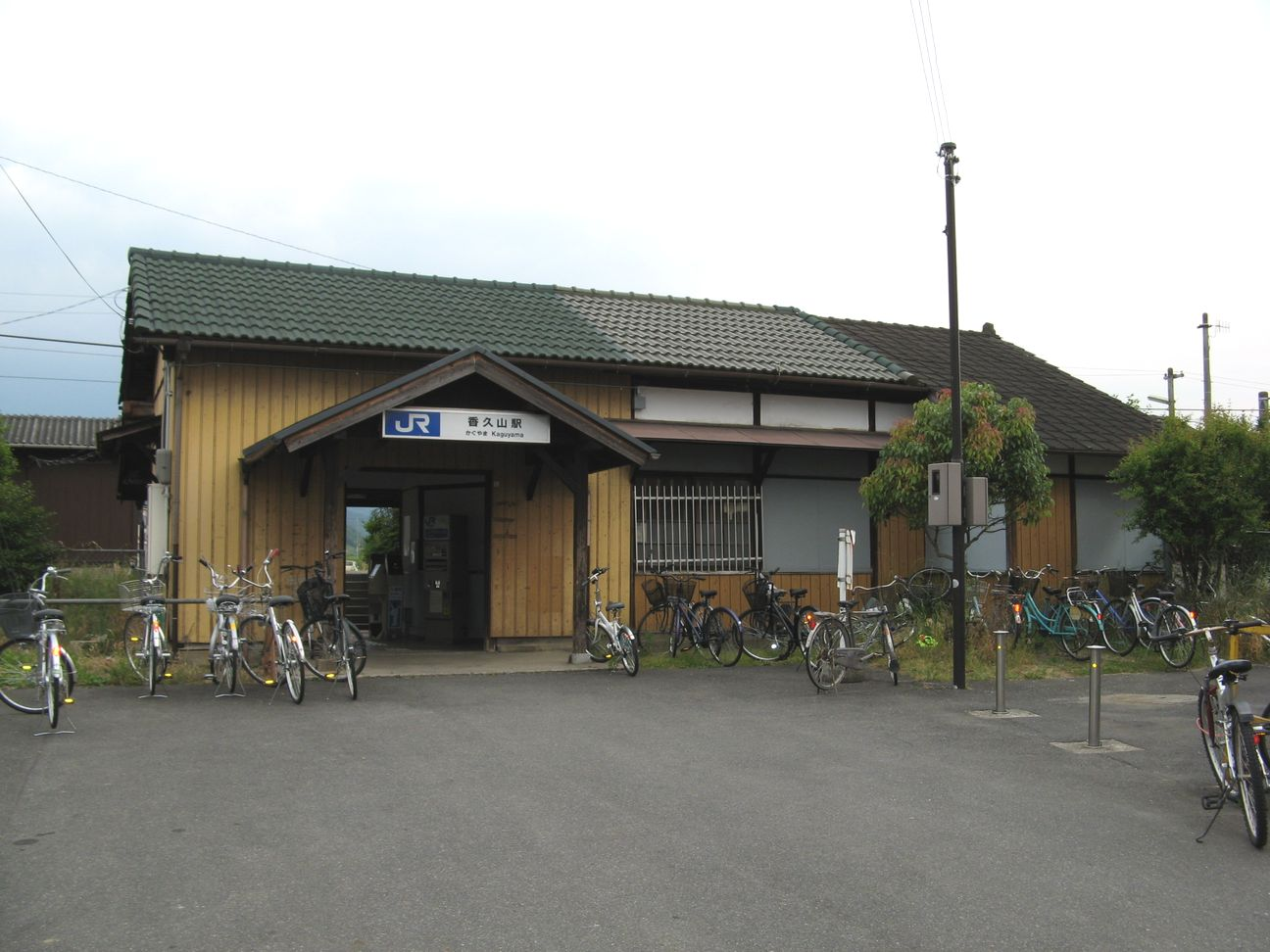
香久山車站
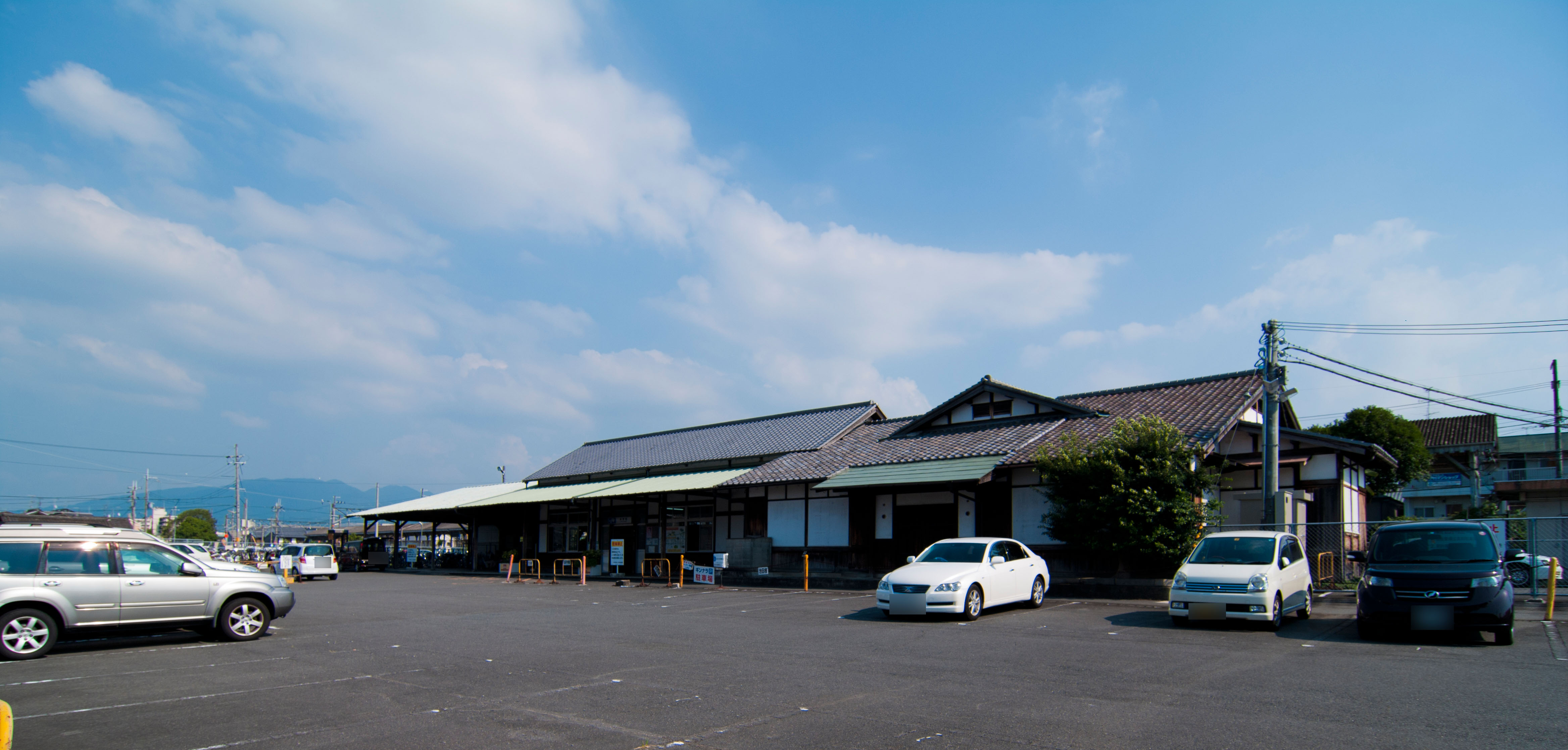
畝傍車站
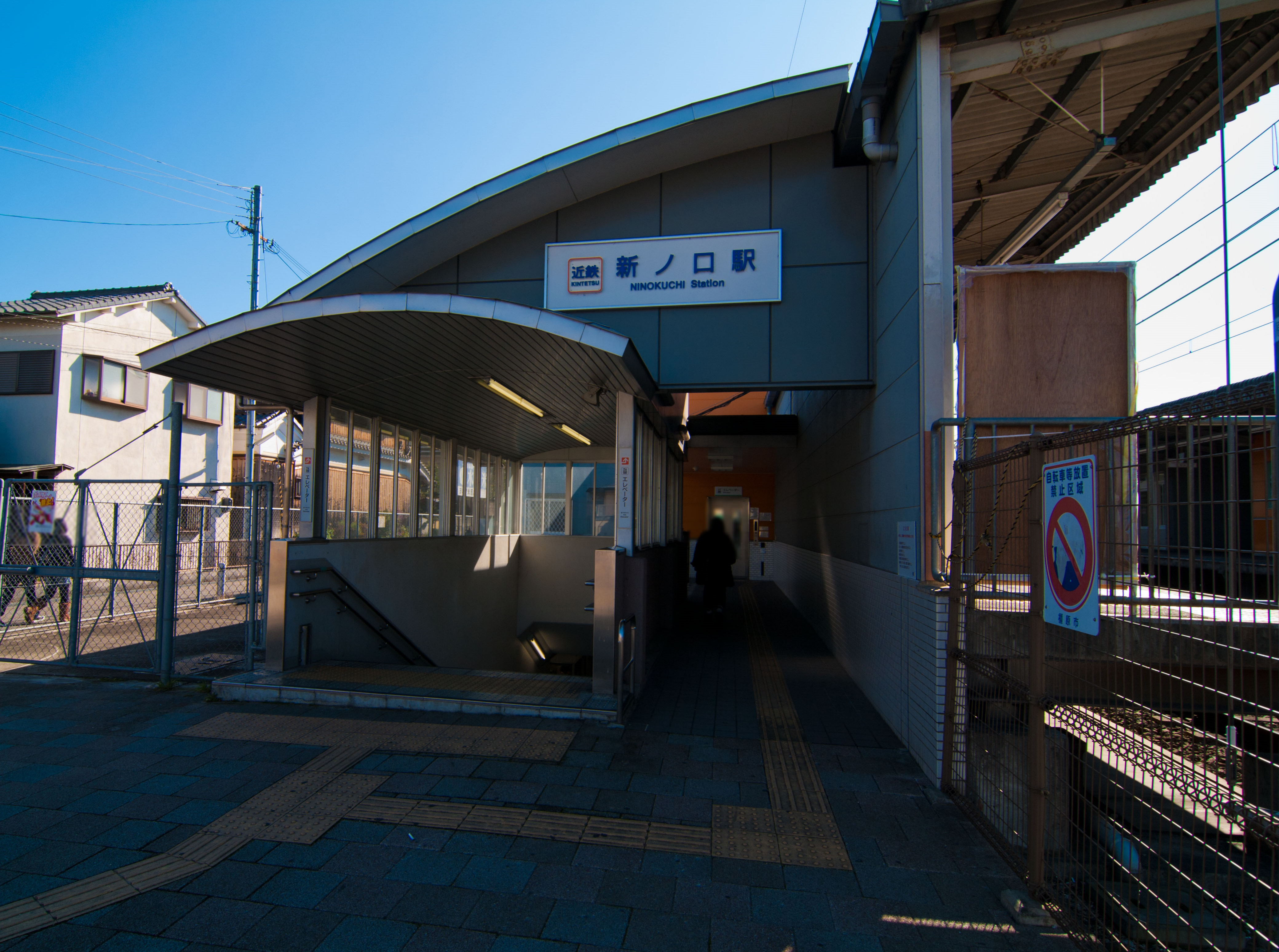
新之口車站
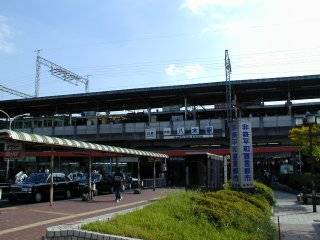
大和八木車站
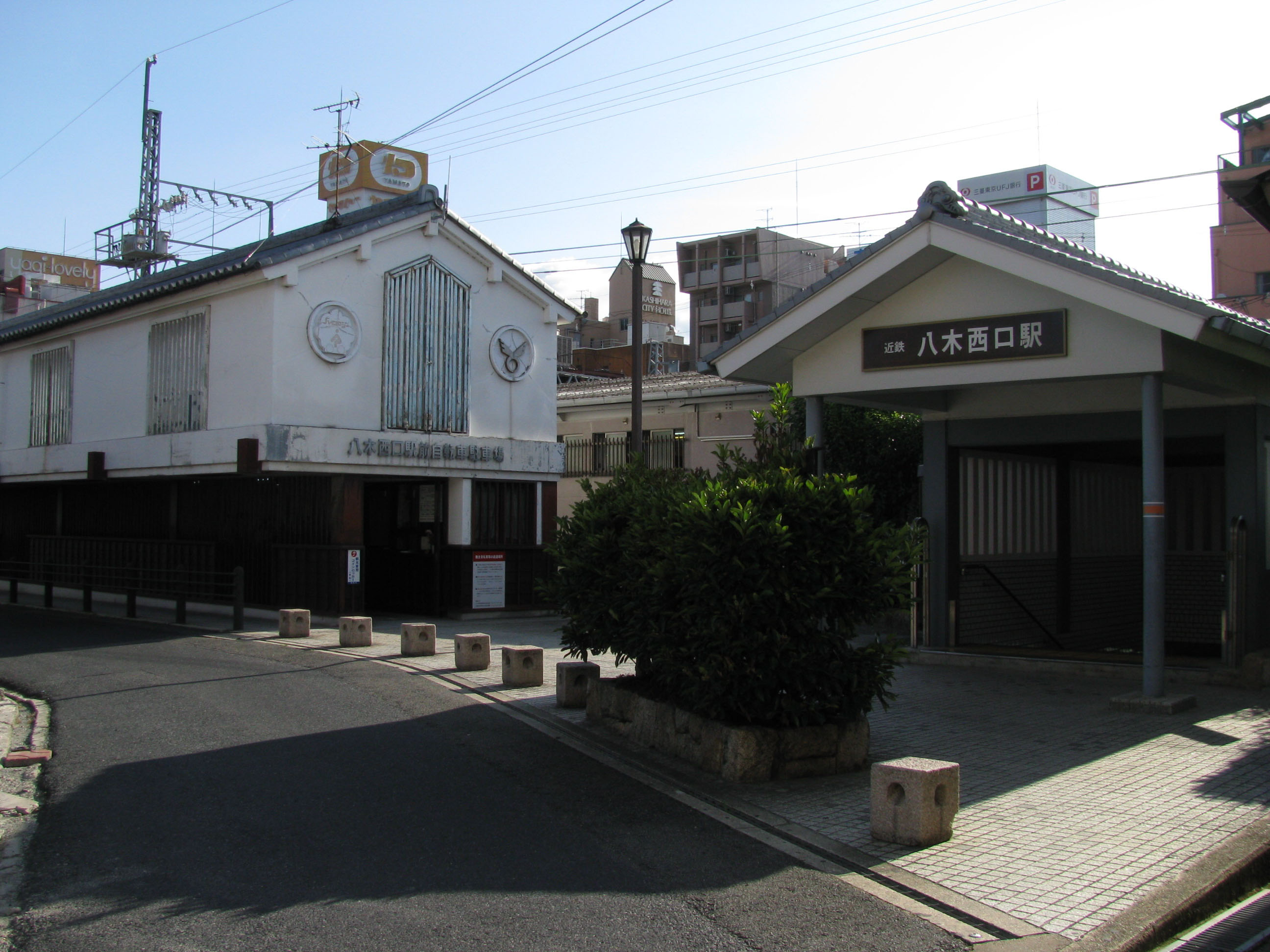
八木西口車站
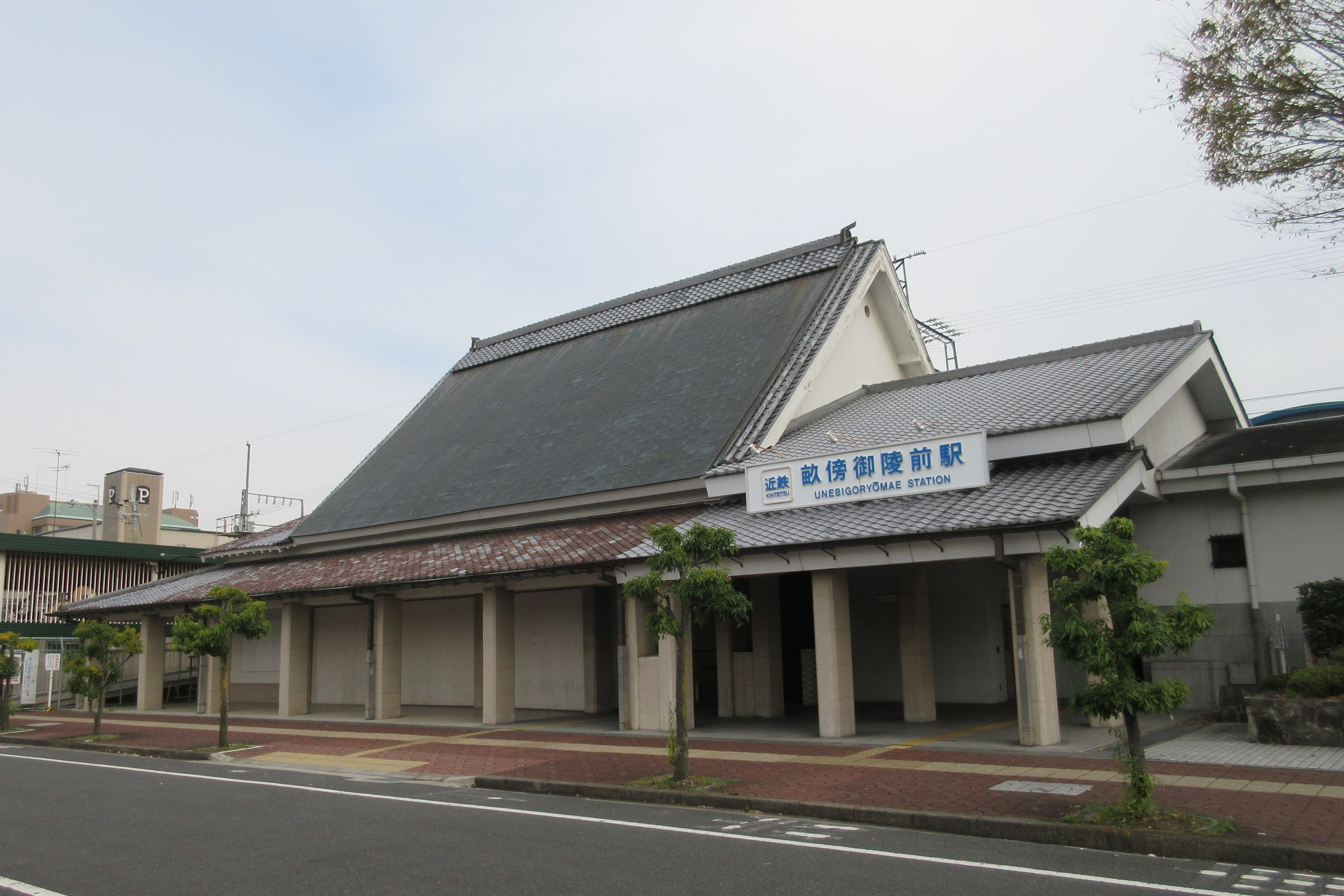
畝傍御陵前車站
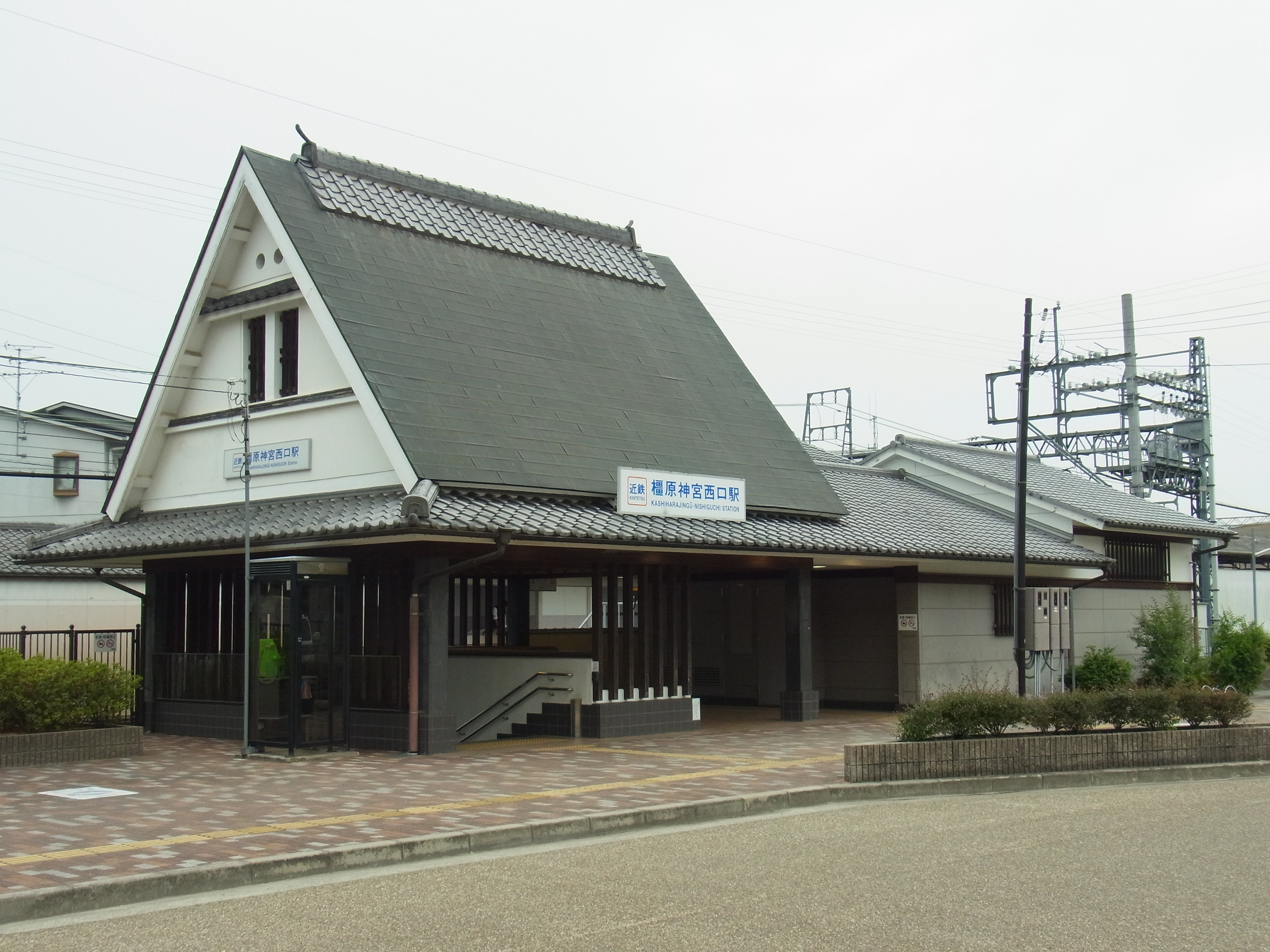
橿原神宮西口車站
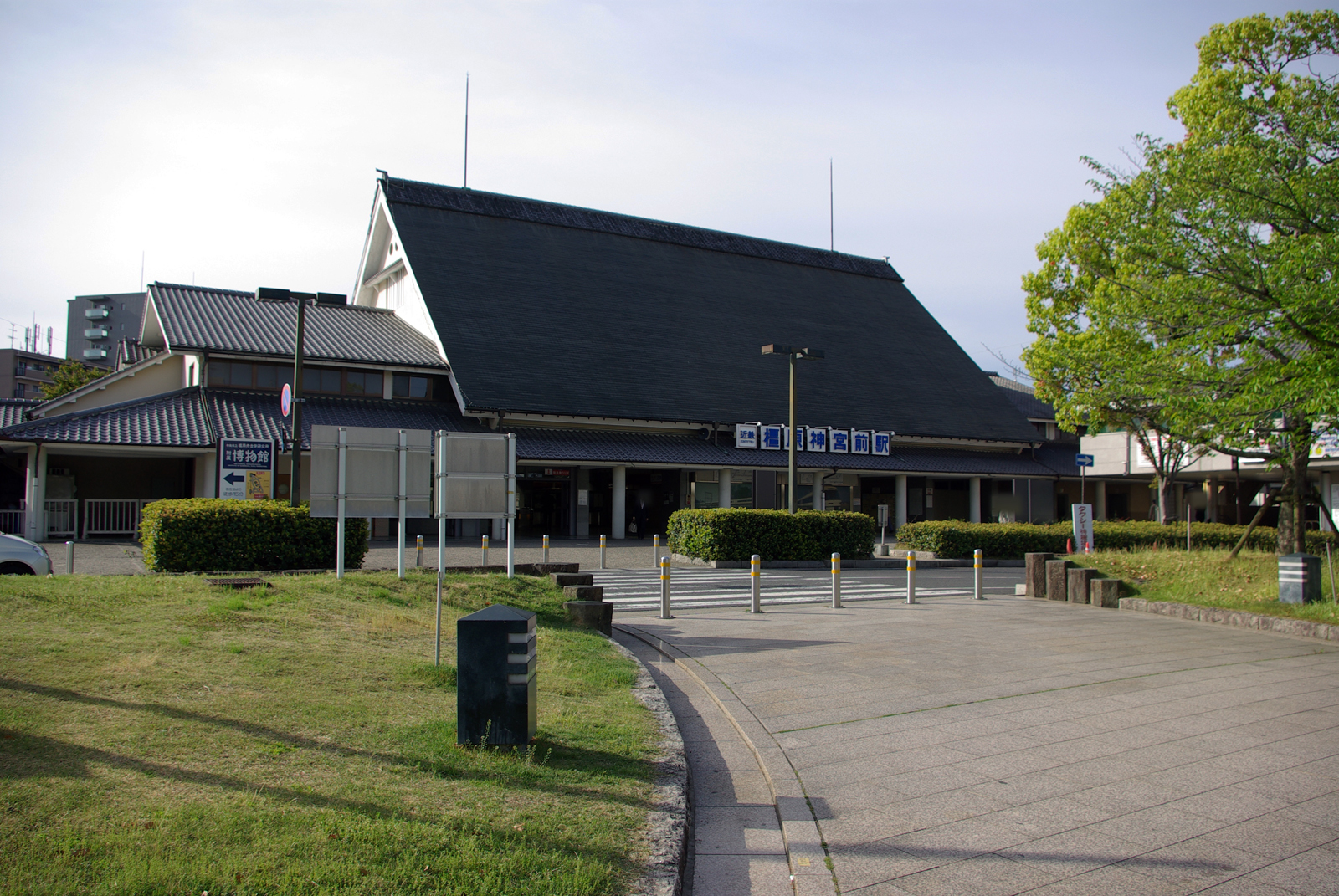
橿原神宮前車站

### 公路
快速道路
- 京奈和自動車道：（田原本町） - 橿原北交流道 - 橿原高田交流道 - （大和高田市） - 御所交流道 - （御所市）

## 觀光資源
由於日本傳說中神武天皇在此建立橿原宮並正式成為天皇，雖然至今並未實際找到橿原宮的遺跡，但在19世紀末明治維新後為彰顯天皇的地位而施行皇纪後，橿原宮的歷史獲得重視，1890年便在畝傍山東麓建立橿原神宮。而位於畝傍山東北山麓的「畝傍山東北陵」也在那個時代被考據認定為神武天皇的天皇陵。
而日本最早的都城藤原京遺跡在1968年由日本政府以古都保存法劃為「歴史的風土特別保存地區」，2007年更以申請成為世界遗产為目的，將此區域劃為飛鳥・藤原宮都關聯資產群。其周邊的大和三山－畝傍山、天香久山、耳成山也在2005年被日本政府列為名勝。
以16世紀戰國時代時期的寺內町發展而成的今井町也在1993年被日本政府列為重要傳統的建造物群保存地區，2017年進一步成為日本遺產。

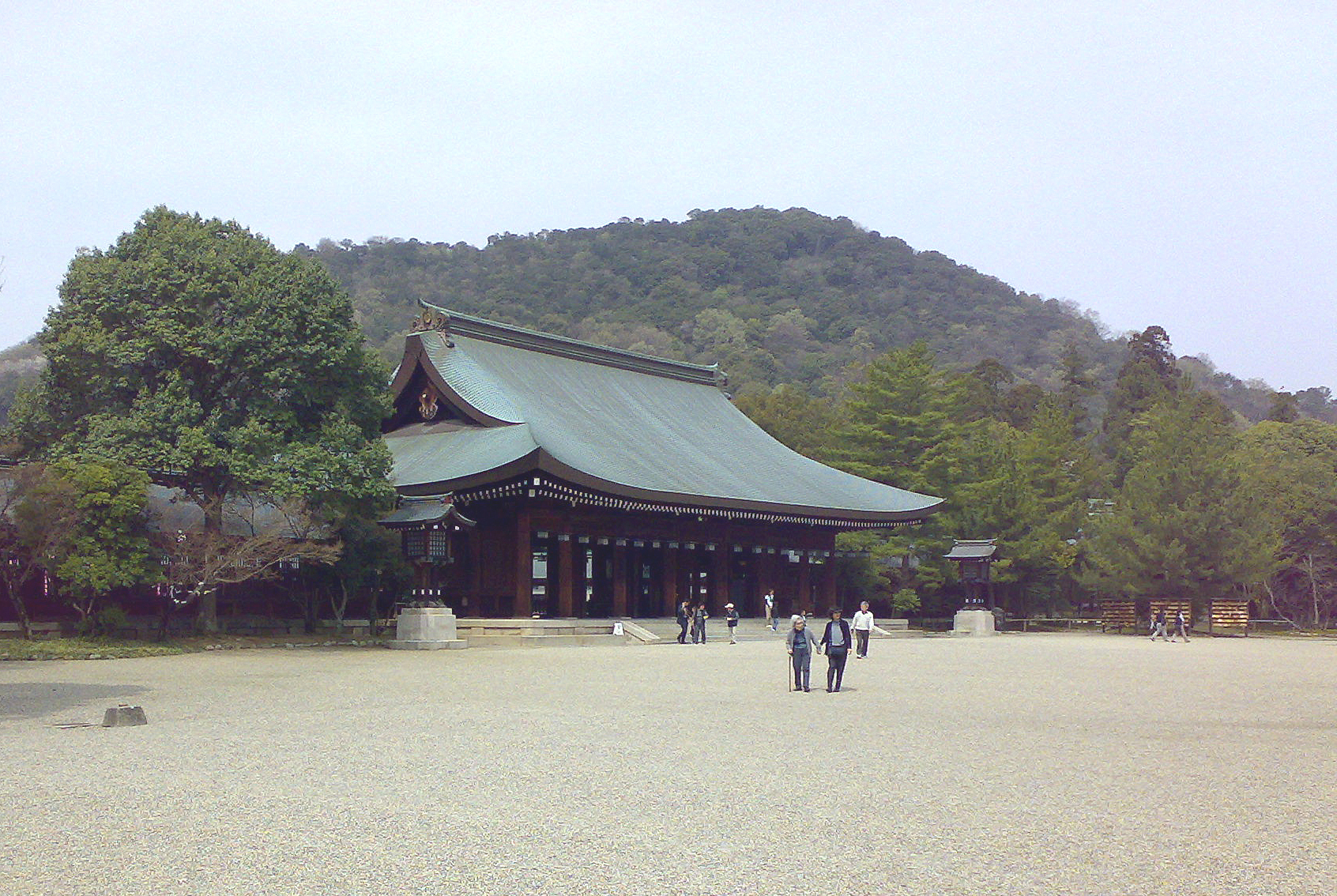
橿原神宮外拜殿及畝傍山
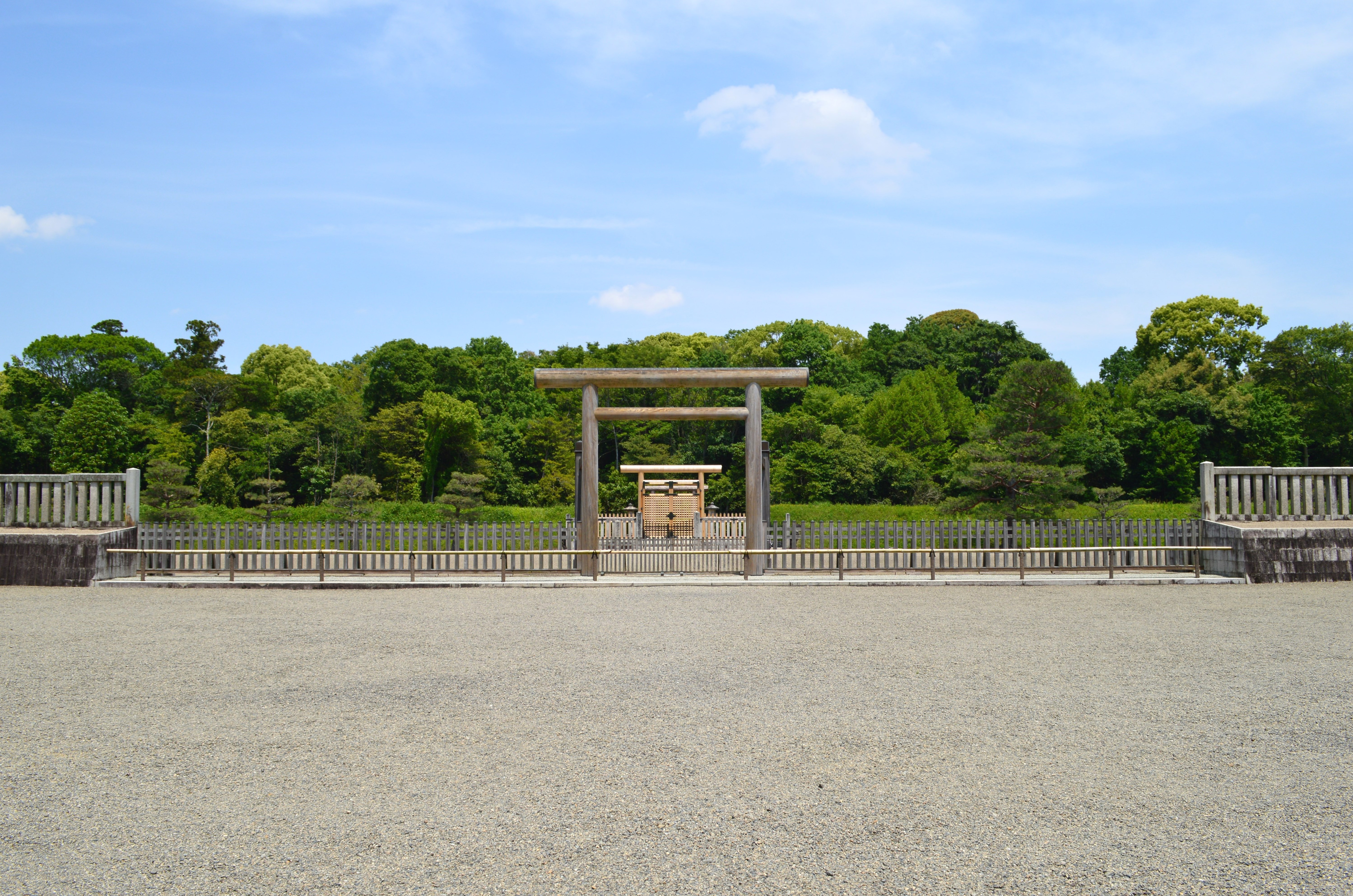
神武天皇陵
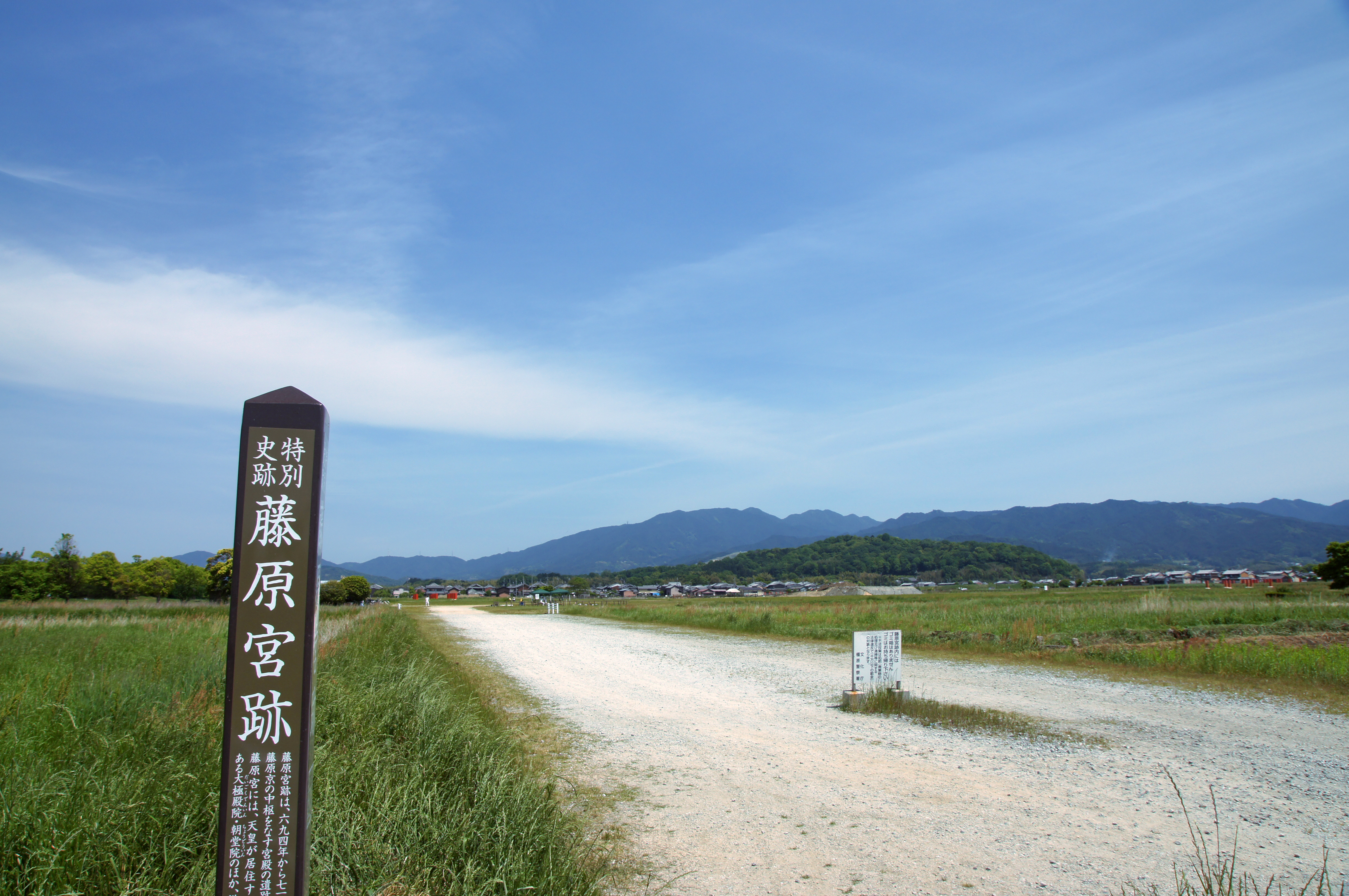
藤原宮遺跡所在地
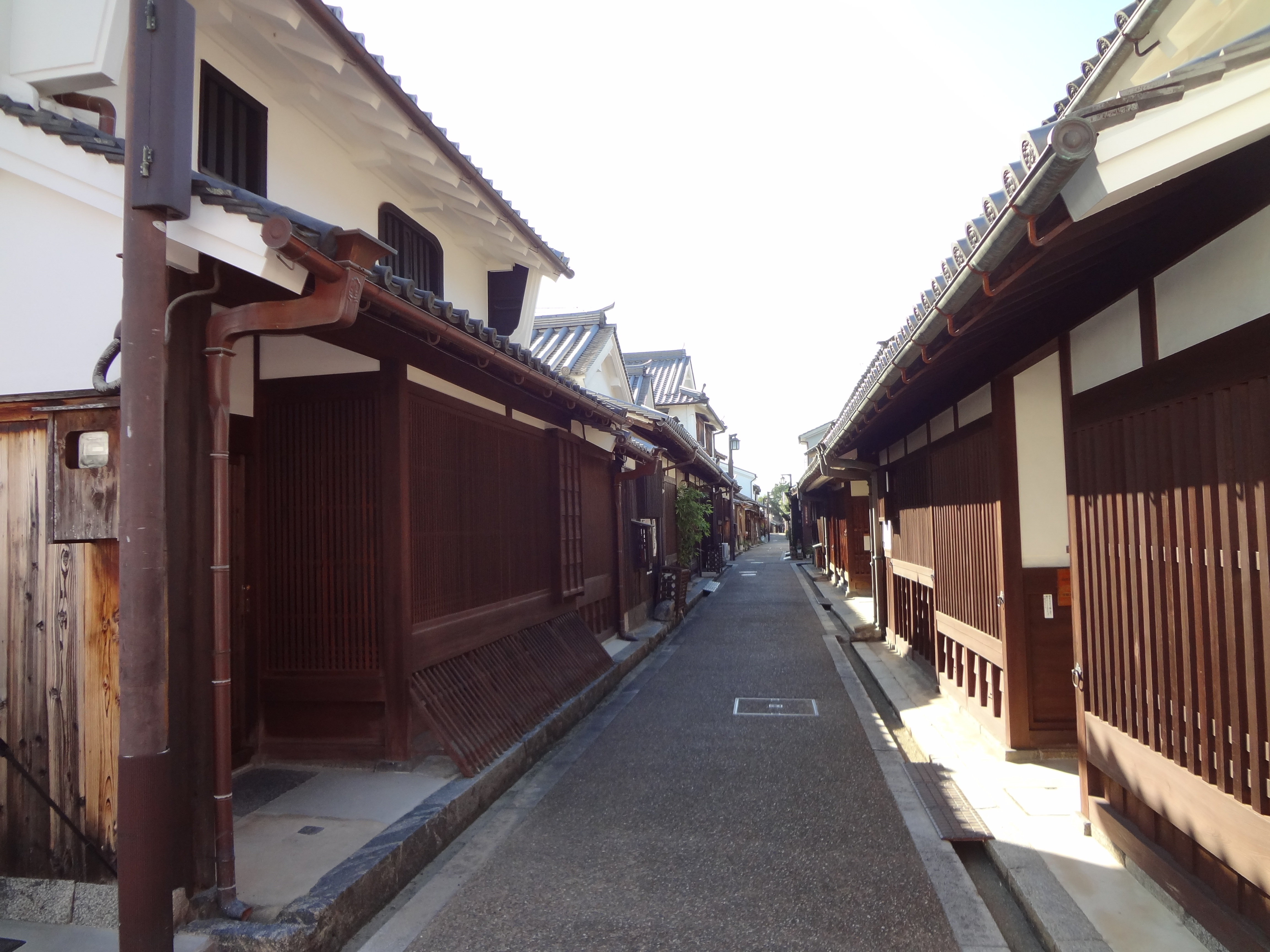
今井町街道

## 教育
位於橿原市的高等教育學校包括：奈良縣立醫科大學、奈良縣立醫科大學護理短期大學部、奈良藝術短期大學。
此外，過去轄內也曾有朝鮮學校－奈良朝鮮初級學校，但已在2008年關閉。

## 姊妹、友好城市

### 日本
- 宮崎市（宮崎縣）
兩地於1966年2月11日締結為姊妹都市。

### 海外
- 洛陽市（中國河南省）
兩地於2006年2月12日締結為友好都市。

## 外部連結
- （日語） 橿原市觀光協會 （页面存档备份，存于）
- （日語） 橿原市觀光協會的Facebook專頁
- （日語） 橿原市觀光協會的Instagram帳戶
- OpenStreetMap上有關橿原市的地理